# Abadidi
Аbadidi (šp. Abadí) su muslimanska dinastija koja je vladala južnom Španjolskom od 1023. do 1091. godine. Vladavina je prestala progonom Abada III. u Maroko od strane marokanskog sultana. Članovi dinastije su:
- Abad I.
- Abad II.
- Abad III.

Na prijestolju ih je naslijedila dinastija Аlmoravida.